# 連倚南
連倚南（1934年—2022年4月11日），臺灣臺北市人，臺大醫院復健科醫師、臺大醫學院教授、第十一屆十大傑出青年與第二十二屆醫療奉獻獎得主，被譽為「台灣復健醫學之父」。

## 生平

### 從醫
連倚南為1934年生於臺北，臺北市人，家有五弟一妹，1960年臺灣大學醫學院畢業。畢業後，連倚南先在臺大醫院內科作住院醫師，師從國際肝炎醫學研究先驅的宋瑞樓醫師，學習消化系統疾病。在實習期間，連倚南迎娶孩提玩伴為妻，日後生育一男二女。
連倚南於1963年至美國紐約大學研究復健醫學，向郝華德·洛斯克學習，1968年返回臺灣，1969年，連倚南與同為物理治療科的黃濟舟、外科醫師陳漢廷，因為幫助被鋸斷腿的兩名病患接上支架走路，被媒體喻為奇蹟。
連倚南的學生賴金鑫表示，連倚南雖不是臺灣首位投入復健醫學的人，卻是讓臺灣復健醫學成長茁壯的人。原先連倚南與黃濟舟醫師一起籌設復健醫學系，但之後黃濟舟堅辭，連倚南只好自己努力，並爭取美國援助培植所需人材。1969年，連倚南開設復健醫學課程。他以｢醫學為生命添歲月、復健為歲月添生命｣，作為推行復健醫學的自許。1973年9月25日，國際青年商會中華民國總會公布，連倚南獲得中華民國十大傑出青年，以表揚他茁壯復健醫學體系的貢獻；同年，連倚南接任臺大醫學院復健醫學系主任。
連倚南除會到高雄醫學大學、臺北醫學大學、中山醫學大學等講授復健醫學外，還藉由臺大醫院復健部提供資源，協助各縣市的公私立醫院成立復健科。如1986年花蓮慈濟醫院啟業後，連倚南固定前來協助，直到他罹患癌症初期，仍持續不斷。在花蓮慈濟醫院設立後，連倚南每周五去看診，早出晚歸，讓妻子等他回到家才肯用餐。在慈濟醫院受教的學生洪裕洲回憶，連倚南多年來周五的行程是早上10點到12點回診，下午2點至兩點專題討論會，之後門診教學到5點。
早期在臺灣，復健醫學只侷限於小兒麻痺，在連倚南有所為下，拓展至心肺復健、中風病患、及運動復健等領域。1987年11月28日，連倚南、韓毅雄、吳濬哲、陳勝凱、賴金鑫等，在圓山大飯店成立中華民國運動醫學學會，以幫助臺灣體育選手。1995年，連倚南以老人保健科主任身分，在4月2日起播出的中國電視公司節目「家有良醫」單元，主持、並擔任節目總顧問。

### 退休
2000年，連倚南退休時，成立教育基金會以提供獎學金讓醫師能學習復健。2012年9月3日第廿二屆醫療奉獻獎公布，評選出連倚南為特殊貢獻獎得主。
2021年3月，連倚南妻子因為器官衰竭過世。該年清明節前後，連倚南確診胃癌第四期，且轉移到肝臟。10月27日，連倚南於花蓮慈濟醫院林欣榮院長、梁忠詔主任及學生陪伴下，到靜思精舍與證嚴法師道下永別。11月27日，連倚南在復健科醫師及物理、職能、語言等復健相關科系人員約兩百人舉辦的「感恩連連再敘復健情」感恩餐會上，由衛福部長陳時中頒衛福部一等獎章，並被媒體稱為「台灣復健醫學之父」。
連倚南在去世前，常由兒女、弟弟輪流載他到郊外散心，自己會以種花、閱讀作為休閒。2022年4月11日，連倚南從台大醫院加護病房返回自家，傍晚辭世。追悼會上，連倚南的學生、副總統賴清德代表總統頒發褒揚令。